# 新界東南堆填區

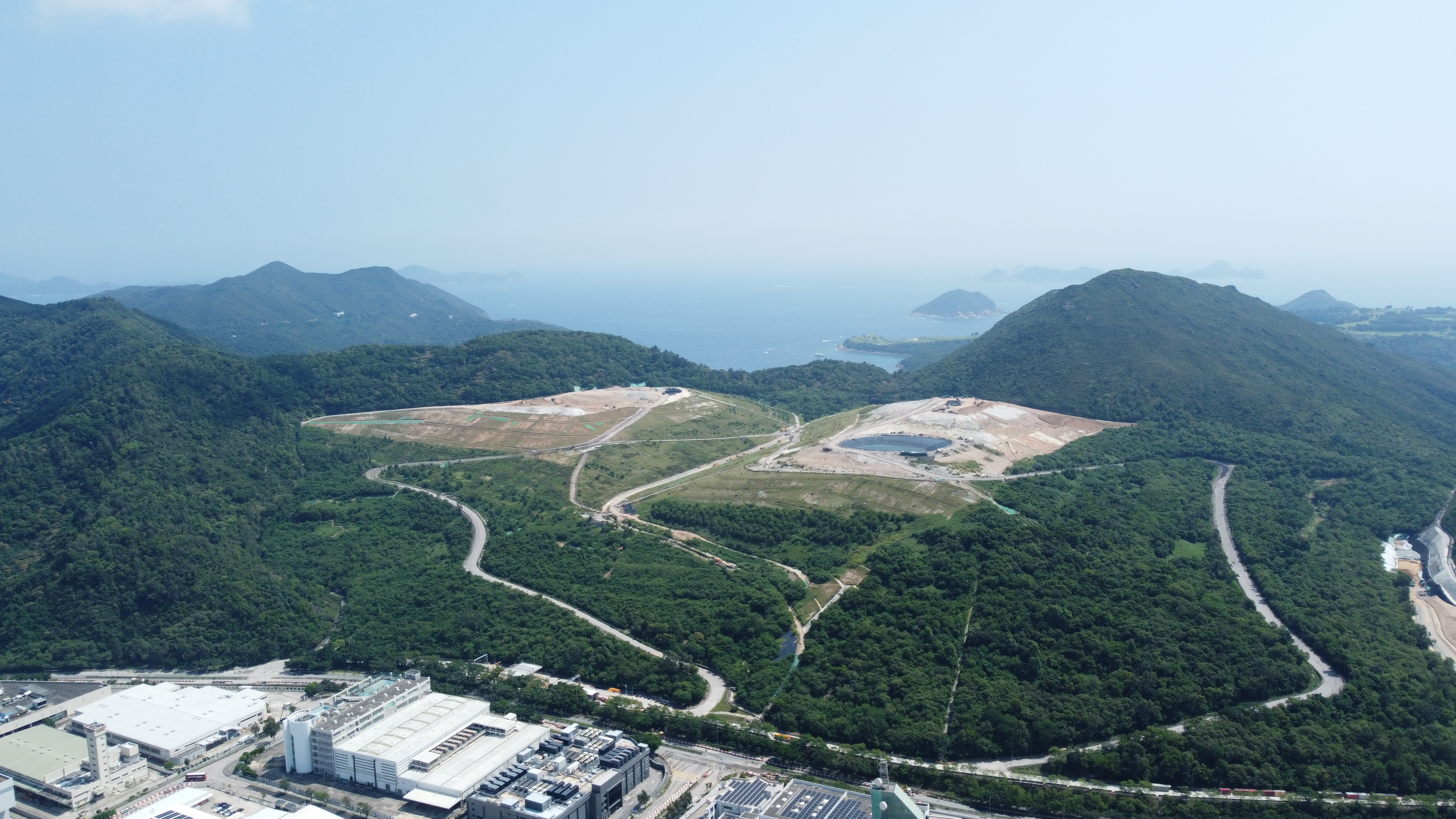
新界東南堆填區既有部分，攝於佛堂洲上空

新界東南堆填區（英語：South East New Territories Landfill，俗稱：將軍澳堆填區）是香港三個策略性堆填區之一，位於新界西貢區將軍澳南部大赤沙，由香港政府以21億港元建造。堆填區在1993年9月由承建商翠谷工程有限公司建造，於1994年9月開始運作。地面及海面的面積共100公頃，容量4,300萬立方米，每日接收約5,340公噸都市廢物和特殊廢物。由2016年1月6日起，新界東南堆填區改為只會接收建築廢物。堆填區東南邊緣的18公頃土地是從清水灣郊野公園「暫借」得來的。

## 擴展計劃
香港政府於2005年表示按照香港的廢物的堆填速度，新界東南堆填區預計於2015年前後填滿。如果此堆填區關閉，廢物需要轉為運輸前往新界東北堆填區和新界西堆填區，即需要更多垃圾車將區內接收範圍內的廢物長途運送至新界東北堆填區和新界西堆填區。因此，環境保護署在同年為擴建新界東南堆填區進行可行性研究，計劃在將軍澳第137區填料庫（佛堂澳）一幅約15公頃的土地連同清水灣郊野公園邊緣約5公頃土地用作擴展，提供額外大約1,500萬立方米的堆填容量。在2008年政府提交到香港立法會有關擴建的文件時表示根據可行性研究中所作的環境影響評估報告，仍然建議使用5公頃的郊野公園土地的兩個擬建方案，不過亦提出了三個容量較小但不需要佔用額外郊野公園的方案，更一直強調使用郊野公園方案達成的擴建容量是逼切而有需要的，且緩解措施有效消除不良影響。。不過，由於該計劃須要佔用郊野公園土地，提出不久已遭到環境團體反對；不少將軍澳居民亦對擴建持反對立場。
經過郊野公園及海岸公園委員會的建議及諮詢行政會議，香港政府於2010年5月31日將《2010 年郊野公園(指定)(綜合)(修訂)令》刊憲，將涉及新界東南堆填區的五公頃土地剔出清水灣郊野公園範圍。不過，立法會卻在同年十月十三日極大比數議決廢除這條命令，雖然律政司在立法會表決前提交的文件表示立法會無權否定這條命令，但這與立法會秘書處法律事務部的意見相左。2011年1月4日，政務司司長唐英年雖然仍舊堅持立法會無權否決命令的立場，但亦宣布香港政府決定不會徵用清水灣郊野公園5公頃土地擴建堆填區，亦不會就香港立法會通過廢除修訂郊野公園範圍的命令提出司法覆核。
2011年5月，環境保護署修改設計，將佔地縮減至13公頃，再提交西貢區議會作地區諮詢。2013年1月，環境局局長黃錦星透露，將會於同年就擴建堆填區展開社會討論，並且向立法會申請相關撥款；其中新界東南堆填區將會於2015年飽和，故此必須於同年決定，亦可能為最後一次擴建。新界東南堆填區擴建計劃的撥款最終在2014年12月5日獲得立法會財務委員會批准。
新界東南堆填區擴建部分在2021年11月21日正式啟用接收廢物。

## 鄰近地方
- 將軍澳工業邨
- 清水灣郊野公園

## 外部連結
- 香港地方：垃圾堆填區 （页面存档备份，存于）
- 環境保護署 - 策略性堆填區 （页面存档备份，存于）
- 合約編號 CE10/2005 (EP) 新界東南堆填區擴展計劃可行性研究
- SENT Landfill Extension - Feasibility Study[永久]（三維環評）